# Слободан Костић (боксер)
Слободан Костић (Ниш, 22. октобар 1977) је српски боксерски тренер.

## Спортска каријера
Боксом се бавио 17 година. Наступао је у познатијим боксерским клубовима као што су: Боксерски клуб Раднички Ниш, Боксерски клуб Раднички Београд, Раднички-Лозница, Пинки...
Освојио је по три екипне шампионске титуле са Радничким Београд, као и са Радничким из Лознице, био је и двоструки првак Државе појединачно. Сада ради као успешан тренер у свом клубу NAISSUS, у коме је и започео каријеру.